# Maksimum ryzyka
Maksimum ryzyka (ang. Maximum Risk, 1996) – amerykański film akcji z udziałem Jean-Claude’a Van Dammego, gwiazdy tegoż gatunku filmów. W Polsce oglądanie filmu dozwolone od 16 lat (według KRRiT).

## Obsada
- Jean-Claude Van Damme jako Alain/Michaił
- Natasha Henstridge jako Alex
- Jean-Hugues Anglade jako Sebastien
- Zach Grenier jako Ivan
- Stefanos Miltsakakis jako Red Face

i inni